# Karachiota longispina
Karachiota longispina är en insektsart som beskrevs av Irena Dworakowska 1993. Karachiota longispina ingår i släktet Karachiota och familjen dvärgstritar.
Artens utbredningsområde är Thailand. Inga underarter finns listade i Catalogue of Life.